# Järnvägsolyckan i Kimstad 1939
Kimstadsolyckan var en svensk järnvägsolycka som inträffade den 29 oktober 1939. Olycksplatsen låg vid Aspa gård mellan stationerna Kimstad och Lillie på Kimstad-Norrköpings Järnväg. Olyckan berodde på att tågklareraren lät ett tåg från Örebro avgå mot Norrköpings Östra utan att mötande tåg inkommit. Vid olyckan omkom lokpersonalen och en resenär på tåget mot Norrköping. De båda loken reparerades vid Motala Verkstad och ett av dem, NÖJ 16, finns idag vid museijärnvägen Upsala-Lenna Jernväg. En av vagnarna, NÖJ ACo7, finns bevarad vid Anten-Gräfsnäs Järnväg.